# Il Bustese
il Bustese è una testata giornalistica online dell'Altomilanese, incentrata sul territorio bustese.
La testata è nata nel 1995 come rivista cartacea con sede a Busto Arsizio, con il titolo l'Informazione, distribuita con cadenza prima settimanale e poi mensile; successivamente la testata è proseguita solo online, con il nome di l'Inform@zione e poi InformazioneOnLine.
Dall'8 settembre 2023 la testata ha cambiato nome in il Bustese.
Essa tratta la cronaca, la politica, la cultura e le tradizioni della città di Busto Arsizio, dell'Altomilanese e dei comuni della valle Olona.

## Storia
Il settimanale originale venne fondato nel 1995, con la decisione di fondere Busto Sport, mensile fondato nel settembre 1980 (diventato quindicinale nel 1987) e La scelta, settimanale di politica, cronaca, costume e tempo libero fondato nel settembre 1990.
Dal 1992, in occasione del carnevale, veniva stesa una monografia in 60 000 copie sulla storia, la cultura e le tradizioni della città di Busto Arsizio, il cui nome era BellimBusto; l'iniziativa fu continuata da l'Informazione, che distribuiva gratuitamente il BellimBusto a tutte le famiglie della città e a campione alle famiglie della Valle Olona.
Altre iniziative editoriali erano Dialetto in palcoscenico (il cui primo numero risale al settembre 1994 e che nasce per far conoscere gli interpreti, le commedie e il dialetto bustocco) e Annuario (edizione speciale del settimanale distribuita a gennaio in 60 000 copie, che raccoglieva gli eventi più significativi della vita di Busto Arsizio e dei comuni limitrofi).
Nel 1997 fu la volta di Cartolina da Busto, un'iniziativa editoriale che raccoglieva le foto della città presentate di settimana in settimana su l'informazione e che seguì anche l'anno successivo.
Nel 2000 arrivarono un libro fotografico sulla Valle Olona, Le Stagioni in Valle Olona e un'edizione speciale pubblicata in 50 000 copie e dedicata all'operosità bustocca, Protagonisti della Storia Industriale.
Altre iniziative sviluppatesi negli anni sono state le edizioni (gratuite) di Natale (Buon Natale Busto Arsizio) e Carnevale (l'InforNazione, giornale di satira sul Bustese, 60 000 copie di tiratura),
Nel 2004, in occasione dei 140 anni di anniversario dell'intitolazione a Città di Busto Arsizio, la redazione de l'Informazione preparò un libro fotografico intitolato Busto c'è, al quale, sulla scia del successo, si aggiunse un secondo volume.
Dal 2012 la frequenza divenne mensile; nel 2013 la versione cartacea (e con essa anche il BellimBusto e l'InforNazione) sparì, rimanendo attiva solo la testata online l'Inform@zione.
Nel 2020 entrò a far parte del Gruppo MoreNews, cambiando nome in InformazioneOnLine. Nel 2023 la testata cambiò nome in il Bustese.

## Riconoscimenti
Nel marzo 1995 il Comitato internazionale Fair-Play, in accordo con l'UNESCO, assegnò al settimanale l'Informazione e ad altri sette di diversi paesi del mondo il Diploma d'Onore per la costante attività di diffusione dei principi del fair-play.